# Neukirchen beim Heiligen Blut
Neukirchen beim Heiligen Blut, Neukirchen b.Hl.Blut (pot. Neukirchen Heiligblut) – gmina targowa w Niemczech, w kraju związkowym Bawaria, w rejencji Górny Palatynat, w regionie Ratyzbona, w powiecie Cham. Leży w Lesie Bawarskim, około 20 km na północny wschód od Cham, przy granicy niemiecko-czeskiej.